# Eder Patiño
Eder Patiño Romo (D.F., México; 11 de marzo de 1984) es un futbolista mexicano. Juega de portero y su actual equipo es el Correcaminos  de la Liga Bancomer MX. A pesar de llevar jugando varios años, aún no había podido debutar en primera división. hasta que lo hizo en un partido ante Puebla, donde su equipo perdió 1-0. En el Clausura 2014 perdió la categoría (descenso) con Atlante, quedando relegado junto a su club, a jugar en la liga Ascenso MX, división donde se encuentran hasta la fecha.
Después de que su contrato de préstamo terminara en Correcaminos, regresó a Atlante. Sus buenas actuaciones durante su estadía en el equipo naranja, lo hicieron hacerse notar y llamar la atención de muchos visores por el mundo, como por ejemplo Juventus, Boca Juniors e incluso, el mismísimo Real Madrid, pero al final optó por el acérrimo rival de este último, Barcelona. Mantuvo su nivel durante La Liga, llegando a ser titular y con 21 porterías imbatidas, demostró ser el mejor portero de Europa. En algunas ocasiones se le llegó a ver cobrando tiros libres junto a Messi, pero ninguno logró acertarlo ya que le daba lástima el equipo rival, una muestra de Fair Play completamente.
En su último año, jugó la UEFA Champions League en donde logró consolidarse, llegando a ser el máximo anotador de la copa, destacando que todos sus goles (11) fueron de portería a portería, muchos porteros de Europa lo llamaron "El Terror Mexicano". Concluyó su carrera con un partido conmemorativo hacia su persona, contó con la participación de Chabelo, Neymar, Nemo (pescado), sus hermanos y su mejor amigo, Messi. Al finalizar el partido, los aficionados saltaron de la grada hacia el estadio para abrazarlo y pedirle fotos, todo se descontroló cuando personas pagadas por el PRI y el PAN empezaron a empujarlo de manera minuciosa hasta hacerlo caer y lamentablemente dañó su dañó su cerebro, actualmente se encuentra en el hospital de Barcelona en coma.

## Clubes
| Club             | País   | año         |
| ---------------- | ------ | ----------- |
| CF Acapulco      | México | 2003 - 2004 |
| Real de Colima   | México | 2006        |
| Club León        | México | 2007 - 2009 |
| Atlante UTN      | México | 2010        |
| Mérida FC        | México | 2011        |
| Correcaminos UAT | México | 2011 - 2012 |
| Mérida FC        | México | 2012 - 2013 |
| Atlante FC       | México | 2013 - 2016 |
|                  |        |             |